# Цзеког
35°02′11″ пн. ш. 101°28′01″ сх. д. / 35.03629° пн. ш. 101.46693° сх. д.
Цзеког (кит. 泽库县, пін. Zékù Xiàn, трансліт. Zêkog) — один із повітів КНР у складі Хуаннань-Тибетської автономної префектури, провінція Цинхай. Адміністративний центр — містечко Цзечу.

## Географія
Цзеког лежить на висоті близько 3650 метрів над рівнем моря на північному сході Тибетського плато.

### Клімат
Повіт знаходиться у зоні так званої «гірської тундри», котра характеризується кліматом арктичних пустель. Найтепліший місяць — липень із середньою температурою 9,3 °C. Найхолодніший місяць — січень, із середньою температурою -13,3 °С.
| Клімат повіту Цзеког    | Клімат повіту Цзеког | Клімат повіту Цзеког | Клімат повіту Цзеког | Клімат повіту Цзеког | Клімат повіту Цзеког | Клімат повіту Цзеког | Клімат повіту Цзеког | Клімат повіту Цзеког | Клімат повіту Цзеког | Клімат повіту Цзеког | Клімат повіту Цзеког | Клімат повіту Цзеког | Клімат повіту Цзеког |
| Показник                | Січ.                 | Лют.                 | Бер.                 | Квіт.                | Трав.                | Черв.                | Лип.                 | Серп.                | Вер.                 | Жовт.                | Лист.                | Груд.                | Рік                  |
| Середній максимум, °C   | −2,9                 | −0,4                 | 3,3                  | 7,5                  | 10,8                 | 13,2                 | 15,5                 | 15,4                 | 11,9                 | 6,8                  | 2                    | −1,4                 | 6,8                  |
| Середня температура, °C | −13,3                | −10,3                | −5,6                 | −0,2                 | 3,8                  | 7,1                  | 9,3                  | 8,5                  | 4,9                  | −0,6                 | −7,5                 | −12                  | −1,3                 |
| Середній мінімум, °C    | −21,3                | −18,4                | −12,8                | −6,7                 | −2                   | 1,7                  | 3,7                  | 2,8                  | 0,1                  | −5,6                 | −14,7                | −19,7                | −7,7                 |
| Норма опадів, мм        | 3.1                  | 4.4                  | 11.1                 | 23.8                 | 55                   | 87.4                 | 107.4                | 87.2                 | 80.1                 | 29.4                 | 3.2                  | 1.3                  | 493.4                |
| Вологість повітря, %    | 50                   | 48                   | 51                   | 58                   | 68                   | 74                   | 77                   | 76                   | 77                   | 70                   | 56                   | 49                   | 62.8                 |
| ----------------------- | -------------------- | -------------------- | -------------------- | -------------------- | -------------------- | -------------------- | -------------------- | -------------------- | -------------------- | -------------------- | -------------------- | -------------------- | -------------------- |
| Джерело: data.cma.cn    |                      |                      |                      |                      |                      |                      |                      |                      |                      |                      |                      |                      |                      |